# Acronicta chingana
Acronicta chingana là một loài bướm đêm trong họ Noctuidae.